# ولیلا دو جیلکا
ولیلا دو جیلکا (به اسپانیایی: Velilla de Jiloca) یک شهرستان در اسپانیا است که در استان ساراگوسا واقع شده‌است.

## خصوصیات
ولیلا دو جیلکا ۱۰ کیلومترمربع مساحت و ۱۱۴ نفر جمعیت دارد.